# Night Mail (compositie)
Benjamin Britten componeerde Night Mail van 22 november 1935 tot 13 januari 1936.
Britten componeerde de muziek als filmmuziek voor de gelijknamige documentaire van GPO Film Unit, regisseur John Grierson. Night Mail is een geromantiseerde documentaire over de postbezorging door destijds het Travelling Post Office door middel van een speciale posttrein tussen Londen en Schotland. In de muziek is bijvoorbeeld de cadans van de wielen te horen op de rails.
De compositie is geschreven voor 11 instrumentalisten:
- Spreekstem
- 1 dwarsfluit, 1 hobo, 1 fagot, 1 trompet,
- Bekken, schuurpapier, kleine trom, grote trom, windmachine, 1 harp
- 1 viool,1 altviool, 1 cello, 1 contrabas

Benjamin Britten leidde zelf de opnamen op 15 januari 1936 (een soort première dus).
De film duurt 25 minuten, waarvan maar 5:50 minuten begeleid worden door de muziek van Britten en dan nog wel in drie delen:
1. Titelmuziek;
2. Percussion sequence (de wielen);
3. Eindmuziek.

Naast de instrumentalisten doet een verteller het verhaal over de reis.

## Discografie
- Uitgave NMC Recordings: Martin Brabbins met het Birmingham Contemporary Music Group en Simon Russel Beale.